# Anett Kontaveit
Anett Kontaveit (Tallinn, 24 december 1995) is een tennisspeelster uit Estland. Zij begon op zesjarige leeftijd met tennis. Haar favoriete ondergrond is hardcourt. Zij speelt rechtshandig en heeft een tweehandige backhand.

## Loopbaan

### Junioren
Als dertienjarige won Kontaveit (in 2009) het nationaal vrouwenkampioenschap enkelspel in Estland, bij de volwassenen. Geen enkele andere Estische speler heeft ooit op zo jonge leeftijd het volwassen enkelspelkampioenschap gewonnen. In 2011 won zij de meisjes-Orange Bowl.

### Enkelspel
Kontaveit debuteerde in 2010 op het ITF-toernooi van Savitaipale (Finland). Zij stond in 2011 voor het eerst in een finale, op het ITF-toernooi van haar geboorteplaats Tallinn – hier veroverde zij haar eerste titel, door de Slowaakse Zuzana Luknárová te verslaan. In totaal won zij elf ITF-titels, de laatste in 2017 in Andrézieux-Bouthéon (Frankrijk).
In 2013 speelde Kontaveit voor het eerst op een WTA-hoofdtoernooi, op het toernooi van Miami.
In 2014 veroverde zij via het kwalificatietoernooi een plaats in het vrouwenenkelspel van Wimbledon. In 2015 bereikte zij op het US Open de vierde ronde.
Zij stond in 2017 voor het eerst in een WTA-finale, op het toernooi van Biel/Bienne – zij verloor van de Tsjechische Markéta Vondroušová. Twee maanden later won zij het toernooi van Rosmalen – in de eindstrijd versloeg zij Natalja Vichljantseva.
In 2021 won zij nog vier WTA-titels: in augustus in Cleveland, in september in Ostrava, in oktober in Moskou en in Cluj-Napoca. Daarmee kwam zij binnen op de top tien van de wereldranglijst. In november bereikte zij de finale van het eindejaarskampioenschap – zo steeg zij naar de zevende positie.
In februari 2022 won Kontaveit haar zesde titel, in Sint-Petersburg – daarmee steeg zij naar de zesde plek op de wereldranglijst. Twee weken later bereikte zij de finale van het WTA 1000-toernooi van Doha – zo trad zij toe tot de top vijf. In juni steeg zij nog verder, naar de tweede plaats.

### Dubbelspel
Kontaveit was weinig actief in het dubbelspel. In de periode 2012–2014 won zij vijf ITF-titels.
Haar beste resultaat op de WTA-toernooien is het bereiken van de halve finale, op het toernooi van Istanbul 2015, samen met Russin Jelizaveta Koelitsjkova.

### Tennis in teamverband
In de periode 2011–2020 speelde Kontaveit in het Estische Fed Cup-team – zij behaalde daar een winst/verlies-balans van 26–17.

## Posities op deWTA-ranglijst
Positie per einde seizoen:
| jaar | rang enkelspel | rang dubbelspel |
| ---- | -------------- | --------------- |
| 2011 | 573            | 955             |
| 2012 | 436            | 1083            |
| 2013 | 228            | 290             |
| 2014 | 166            | 451             |
| 2015 | 91             | 403             |
| 2016 | 110            | –               |
| 2017 | 34             | 404             |
| 2018 | 21             | 1080            |
| 2019 | 26             | 103             |
| 2020 | 23             | 110             |
| 2021 | 7              | 211             |

## Palmares
| Legenda                 |
| ----------------------- |
| Grandslamtoernooi       |
| Olympische Spelen       |
| Year-End Championships  |
| Premier Mandatory       |
| Premier Five / WTA 1000 |
| Premier / WTA 500       |
| International / WTA 250 |
| Challenger / WTA 125    |

### WTA-finaleplaatsen enkelspel
| nr.              | finale     | toernooi            | ondergrond    | tegenstandster          | score         |         |
| ---------------- | ---------- | ------------------- | ------------- | ----------------------- | ------------- | ------- |
| gewonnen finales |            |                     |               |                         |               |         |
| 1.               | 2017-06-18 | WTA Rosmalen        | gras          | Natalja Vichljantseva   | 6-2, 6-3      | details |
| 2.               | 2021-08-28 | WTA Cleveland       | hardcourt     | Irina-Camelia Begu      | 7-6, 6-4      | details |
| 3.               | 2021-09-26 | WTA Ostrava         | hardcourt (i) | María Sákkari           | 6-2, 7-5      | details |
| 4.               | 2021-10-24 | WTA Moskou          | hardcourt (i) | Jekaterina Aleksandrova | 4-6, 6-4, 7-5 | details |
| 5.               | 2021-10-31 | WTA Cluj-Napoca     | hardcourt (i) | Simona Halep            | 6-2, 6-3      | details |
| 6.               | 2022-02-13 | WTA Sint-Petersburg | hardcourt (i) | María Sákkari           | 5-7, 7-6, 7-5 | details |
| verloren finales |            |                     |               |                         |               |         |
| 01.              | 2017-04-16 | WTA Biel/Bienne     | hardcourt (i) | Markéta Vondroušová     | 4-6, 6-7      | details |
| 02.              | 2017-07-23 | WTA Gstaad          | gravel        | Kiki Bertens            | 4-6, 6-3, 1-6 | details |
| 03.              | 2018-09-29 | WTA Wuhan           | hardcourt     | Aryna Sabalenka         | 3-6, 3-6      | details |
| 04.              | 2019-04-28 | WTA Stuttgart       | gravel (i)    | Petra Kvitová           | 3-6, 6-7      | details |
| 05.              | 2020-08-09 | WTA Palermo         | gravel        | Fiona Ferro             | 2-6, 5-7      | details |
| 06.              | 2021-02-07 | WTA Melbourne       | hardcourt     | Ann Li                  | geen finale   | details |
| 07.              | 2021-06-26 | WTA Eastbourne      | gras          | Jeļena Ostapenko        | 3-6, 3-6      | details |
| 08.              | 2021-11-17 | WTA Finals          | hardcourt     | Garbiñe Muguruza        | 3-6, 5-7      | details |
| 09.              | 2022-02-26 | WTA Doha            | hardcourt     | Iga Świątek             | 2-6, 0-6      | details |
| 10.              | 2022-07-23 | WTA Hamburg         | gravel        | Bernarda Pera           | 2-6, 4-6      | details |
| 11.              | 2022-10-01 | WTA Tallinn         | hardcourt (i) | Barbora Krejčíková      | 2-6, 3-6      | details |

## Resultaten grote toernooien
| Legenda | Legenda                          |
| ------- | -------------------------------- |
| g.t.    | geen toernooi gehouden           |
| l.c.    | lagere categorie                 |
| –       | niet deelgenomen                 |
| G       | uitgeschakeld in de groepsfase   |
| 1R      | uitgeschakeld in de eerste ronde |
| 2R      | uitgeschakeld in de tweede ronde |
| 3R      | uitgeschakeld in de derde ronde  |
| 4R      | uitgeschakeld in de vierde ronde |
| KF      | uitgeschakeld in de kwartfinale  |
| HF      | uitgeschakeld in de halve finale |
| F       | de finale verloren               |
| W       | het toernooi gewonnen            |
| w-v     | winst/verlies-balans             |

### Enkelspel
| toernooi            | 2013 | 2014 | 2015 | 2016 | 2017 | 2018 | 2019 | 2020 | 2021 | 2022 |
| ------------------- | ---- | ---- | ---- | ---- | ---- | ---- | ---- | ---- | ---- | ---- |
| grandslamtoernooien |      |      |      |      |      |      |      |      |      |      |
| Australian Open     | –    | –    | –    | 1R   | 1R   | 4R   | 2R   | KF   | 3R   | 2R   |
| Roland Garros       | –    | –    | –    | 1R   | 2R   | 4R   | 1R   | 1R   | 3R   | 1R   |
| Wimbledon           | –    | 1R   | 1R   | 1R   | 3R   | 3R   | 3R   | g.t. | 1R   | 2R   |
| US Open             | –    | –    | 4R   | 1R   | 1R   | 1R   | 3R   | 4R   | 3R   | 2R   |
| Premier Mandatory   |      |      |      |      |      |      |      |      |      |      |
| Indian Wells        | –    | –    | –    | –    | 2R   | 2R   | 4R   | g.t. | KF   |      |
| Miami               | 1R   | 1R   | –    | –    | 3R   | 2R   | HF   | g.t. | 3R   |      |
| Madrid              | –    | –    | –    | –    | 1R   | 3R   | 1R   | g.t. | 2R   |      |
| Peking              | –    | –    | –    | –    | 1R   | 3R   | –    | g.t. | g.t. |      |
| Premier Five        |      |      |      |      |      |      |      |      |      |      |
| Dubai/Doha          | –    | –    | –    | –    | –    | 1R   | 1R   | 2R   | 3R   |      |
| Rome                | –    | –    | –    | –    | KF   | HF   | 2R   | 2R   | –    |      |
| Montréal/Toronto    | –    | –    | –    | –    | –    | 2R   | 3R   | g.t. | 1R   |      |
| Cincinnati          | –    | –    | –    | –    | 1R   | 3R   | 3R   | KF   | 1R   |      |
| Tokio/Wuhan         | –    | –    | –    | –    | 1R   | F    | –    | g.t. | g.t. |      |
| statistieken        |      |      |      |      |      |      |      |      |      |      |
| titels per jaar     | 0    | 0    | 0    | 0    | 1    | 0    | 0    | 0    | 4    | 1    |
| eindejaarsranking   | 228  | 166  | 91   | 110  | 34   | 21   | 26   | 23   | 7    |      |

### Vrouwendubbelspel
| toernooi        | 2017 | 2018 | 2019 | 2020 | 2021 | 2022 |
| --------------- | ---- | ---- | ---- | ---- | ---- | ---- |
| Australian Open | –    | –    | 2R   | 2R   | 1R   | –    |
| Roland Garros   | –    | –    | 3R   | –    | –    | –    |
| Wimbledon       | 2R   | 1R   | 1R   | g.t. | –    | 2R   |
| US Open         | –    | –    | 2R   | –    | 2R   | –    |